# 小岩
小岩（英語：Ko-iwa Rock），是南極洲的岩石，位於毛德皇后地的奧拉夫王子海岸，處於奧岩冰川以西6公里，根據日本探險隊的測量和拍攝的空中照片繪入地圖，現時由南極條約體系管理。

## 外部連結
- . . United States Geological Survey.   [2013-05-13].
- 本条目引用的公有领域材料来自美国地质调查局的文档《小岩》 （資料來自地名信息系统）。

68°42′S 40°33′E / 68.700°S 40.550°E